# (29902) 1999 HM8
A (29902) 1999 HM8 a Naprendszer kisbolygóövében található aszteroida. A LINEAR projekt keretében fedezték fel 1999. április 16-án.